# Fabiana Cantilo
Fabiana Cantilo (Buenos Aires, 3 de março de 1959) é uma cantora e compositora argentina de rock.

## Discografia

### Los Twist
- La dicha en movimiento (1983)

### Carreira solo
- Detectives (1985)
- Fabiana Cantilo y los Perros Calientes (1988)
- Algo mejor (1993)
- Golpes al vacío (1994)
- Sol en cinco (1995)
- ¿De qué se rien? (1998)
- Lo mejor de Fabiana Cantilo (1999)
- Información celeste (2002)
- Lo mejor de Fabiana Cantilo (2003)
- Inconsciente colectivo (2005)
- Hija del rigor (2007)